# Neu Kamerun
Neu Kamerun ist ein Wohnplatz der Gemeinde Bestensee im Landkreis Dahme-Spreewald in Brandenburg.

## Geografische Lage
Neu Kamerun liegt im äußersten Nordosten der Gemarkung und grenzt im Norden und Westen an Körbiskrug, einen Gemeindeteil von Zeesen (zu Königs Wusterhausen). Östlich grenzt der Wohnplatz an den Großen Tonteich, südlich liegt der Bestenseer Gemeindeteil Glunzbusch.

## Geschichte
Neu Kamerun wurde 1930 als Ansiedlung zu Zeesen gehörig in den Akten erwähnt. Auf den Karten des Deutschen Reiches ist eine Ziegelei erkennbar; östlich hiervon eine Tongrube, aus der später der Große Tonteich entstand. Zu dieser Zeit lebten 15 Personen im Ort (1925). Im Jahr 1973 war Neu Kamerun Teil eines VEG in Zeesen, das ein Vorwerk Kamerun Zeesen-Körbiskrug unterhielt. Im 21. Jahrhundert ist die Wohnbebauung durch Wochenendhäuser geprägt.